# Sidalcea malachroides
Sidalcea malachroides är en malvaväxtart som först beskrevs av William Jackson Hooker och Arn., och fick sitt nu gällande namn av Samuel Frederick Gray. Sidalcea malachroides ingår i släktet axmalvor, och familjen malvaväxter. Inga underarter finns listade i Catalogue of Life.

## Bildgalleri

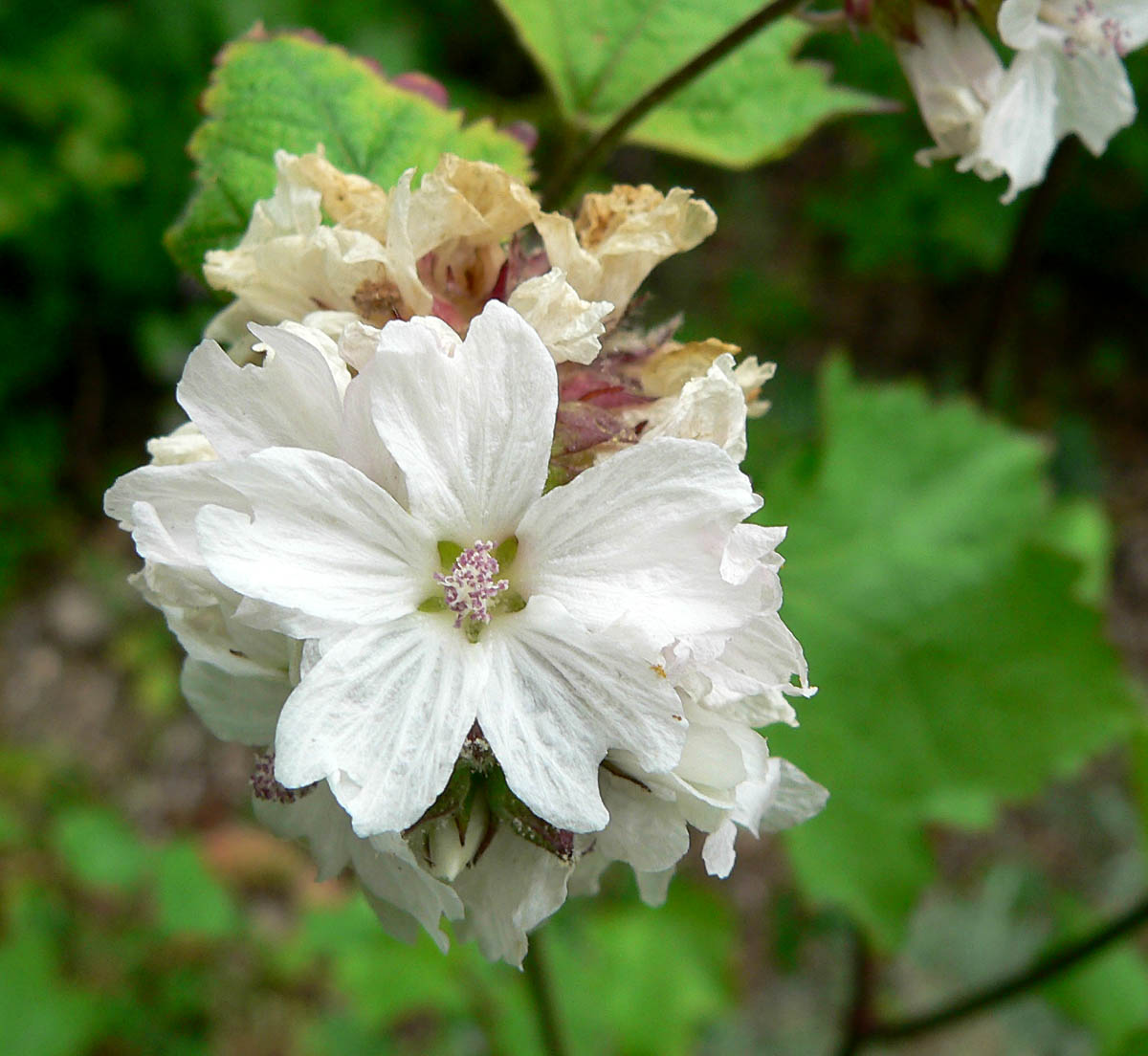
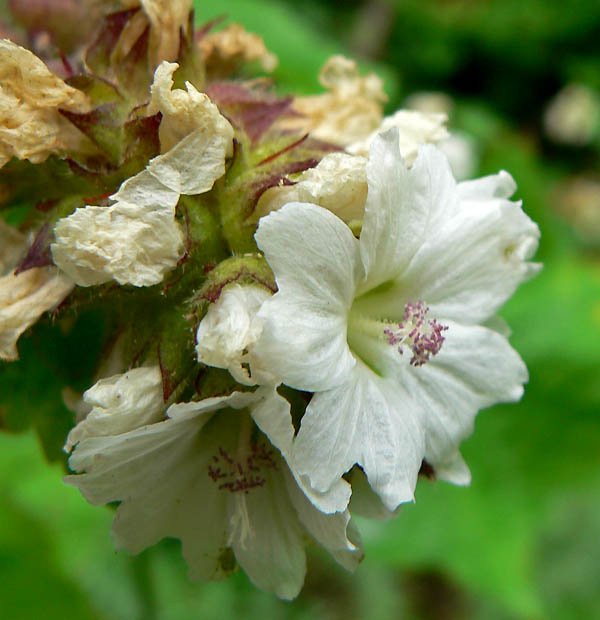
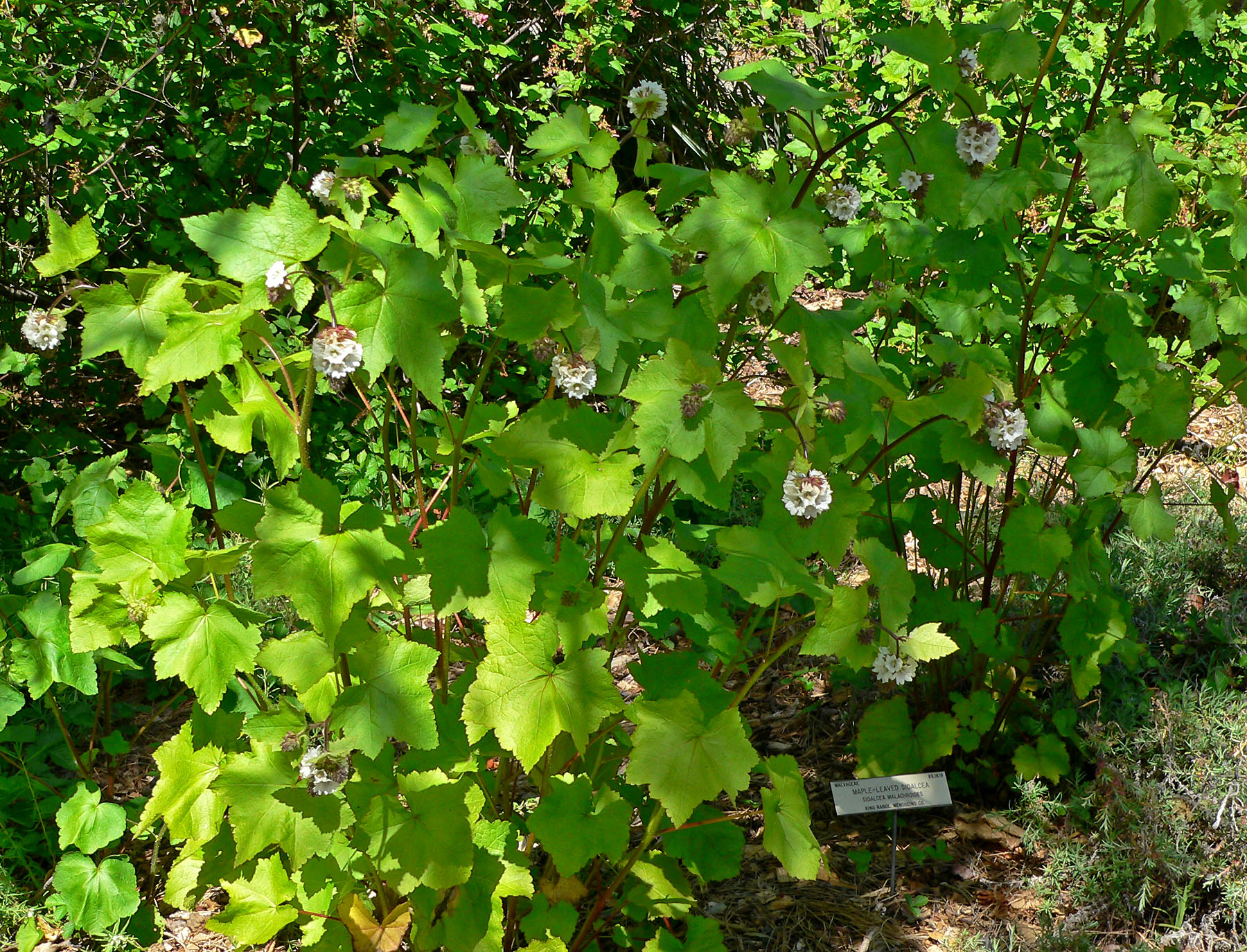
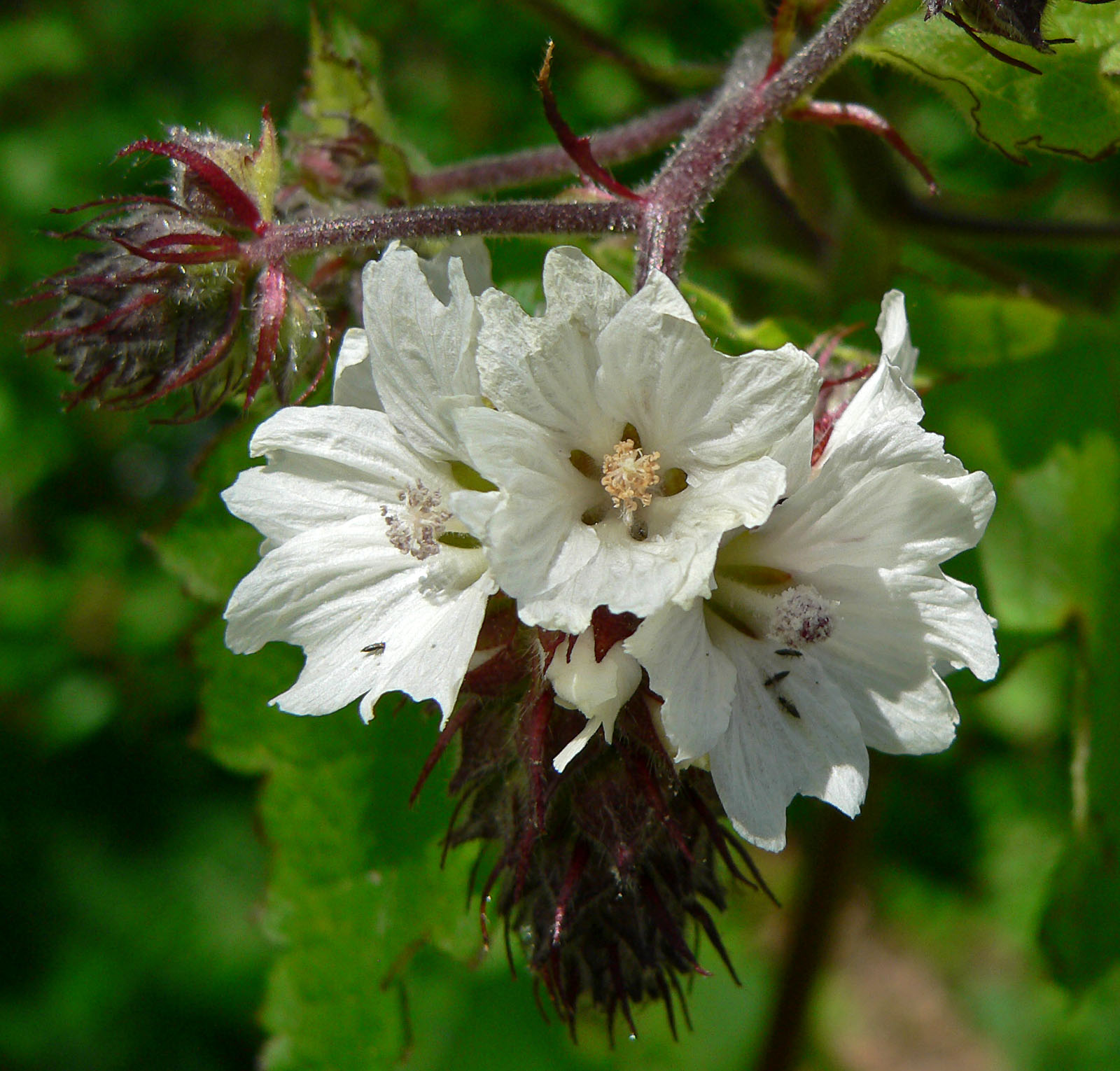